# Poporang Hill
Poporang Hill ist ein Hügel auf der Insel Poporang Island in der Provinz Western auf den Salomonen. Er ist 96 Meter hoch.